# Lettera pastorale
Una lettera pastorale, spesso detta semplicemente pastorale, è una lettera aperta indirizzata da un vescovo al clero o ai laici della sua diocesi che contiene ammonizioni, istruzioni, consolazioni, direzioni per comportamenti in particolari circostanze, ecc. Nella chiesa cattolica, tali lettere sono emesse in occasione di particolari momenti ecclesiastici, in particolare all'inizio di determinate feste. Le lettere vengono spesso lette anche all'interno delle congregazioni che non dipendono dalle diocesi.
Documenti analoghi esistono anche tra i gli episcopali, i presbiteriani, i congregazionali ed i battisti.